# اوکه هاگر
اوکه هاگر (انگلیسی: Åke Häger; ۵ ژوئیهٔ ۱۸۹۷ – ۹ مارس ۱۹۶۸) ژیمناست هنری اهل سوئد بود.